# Дама з віялом (Клімт)
Па́ні з ві́ялом (нім. Dame mit Fächer) — остання олійна картина Густава Клімта. Портрет невідомої жінки був написаний Клімтом у 1917—1918 роках, знайдений на мольберті в його майстерні після його смерті, але не повністю завершений.
Ця картина має певну спорідненість з картиною «Воллі» 1916 року, на якій ліве плече, на відміну від правого, відкрите. На картині під назвою «Друзі» 1916—1917 років також присутнє східне тло і птах у верхньому лівому куті. Клімт «малював переважно на китайські мотиви, використовуючи фенікс і квіти лотоса, тоді як сплощення тла і накладання візерунків відображає його інтерес до японської ксилографії».
У 1994 році вона була продана на аукціоні Sotheby's у Нью-Йорку за 11,6 мільйона доларів США, що стало аукціонним рекордом для художника.
У червні 2023 року вона була продана на аукціоні Sotheby's у Лондоні за 85,3 млн фунтів стерлінгів (108,4 млн доларів, 99,2 млн євро), що стало найвищою ціною, коли-небудь досягнутою в Європі за твір мистецтва. Картину придбала арт-дилерка Патті Вонг від імені гонконгського колекціонера.

## Історія походження
Вперше картина з'явилася у віденській галереї Густава Небехая, звідки її придбав Ервін Бьолер, після чого колекція перейшла у власність брата Бьолера Генріха, а потім його дружини Мейбл.
Рудольф Леопольд володів картиною з 1963 по 1981 рік, а потім Сеґе Сабарський. Венделл Черрі придбав картину у Сабарського у 1988 році, а згодом, 11 травня 1994 року, роботу було продано на аукціоні Sotheby's, а до того її придбав попередній власник.